# Tabulàrium de Roma

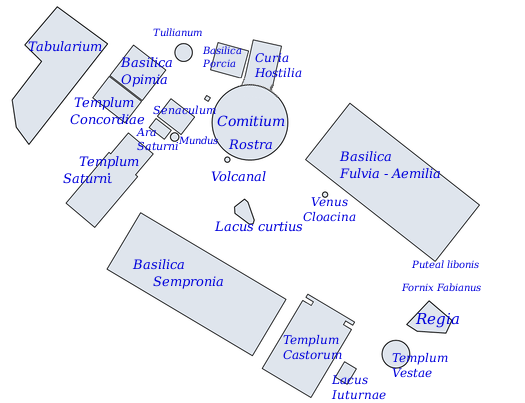
Localització del Tabularium respecte del fòrum romà

Es coneix com a Tabulàrium (en llatí: Tabularium) un arxiu i edifici d'oficines que va existir a l'antiga ciutat de Roma. Tot i que existiren molts altres tabularia, aquest va ser el més important del món romà. Actualment en queden poques restes, ja que bona part de l'edifici va ser substituït per l'actual Palau Senatorial de la Plaça del Capitoli.

## Localització
El Tabulàrium estava als peus del turó capitolí, de cara al fòrum màxim. L'emplaçament exacte va ser trobat per Signorili i Poggio, gràcies a una inscripció epigràfica en pedra descoberta al lloc on estaven les seves restes. Aquesta inscripció trobada a l'edat mitjana va desaparèixer al s. XVI. Una inscripció semblant va ser trobada el 1845 per Luigi Canina.

## Orígens
El Tabularium fou construït pels volts de l'any 78 aC, durant la dictadura de Luci Corneli Sul·la i continuat durant el consolat de Marc Emili Lèpid i de Quint Lutaci Catul. Al mateix temps es duien a terme els treballs d'enderrocament de la Muralla Serviana (que s'havia malmès durant les guerres civils entre Sul·la i Mari) i la reconstrucció del temple de Júpiter Capitolí que s'havia incendiat l'any 83 aC. Les obres es van allargar fins almenys l'any 69 aC, acabant abans que les obres del temple.
Un epitafi trobat a la Via Prenestina va identificar el nom de l'arquitecte: Lucius Cornelius, de la tribu Voturia.

## Funcions

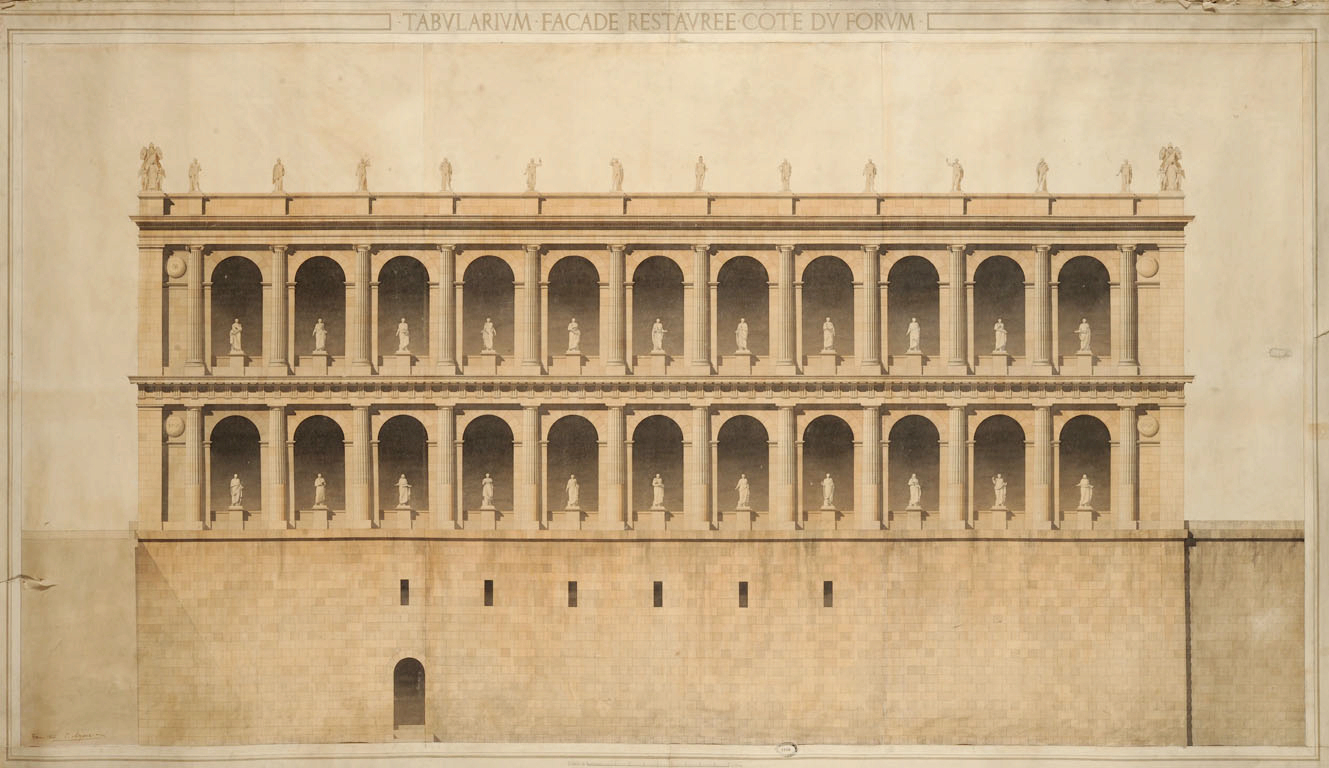
Reconstrucció imaginària del Tabularium.

El Tabularium era un dels edificis que tenia la ciutat de Roma per arxivar documents estatals. Aquests documents incloïen: senatusconsultum, taules censòries, registres de naixements, de morts, de noms dels que assolien la toga viril. Els altres llocs de la ciutat on es guardaven arxius eren tots temples: el de Lucina, el de Juventus, el de Libitina, el de Ceres i el més important el temple de Saturn on també hi havia el tresor públic. Aquest edifici va portar altres noms: Grammatopliylacium, Archium, o Archivum. A les cases privades el lloc on es guardaven els arxius familiars es deien també Tablinum.
El Tabularium va ser concebut com una ampliació de l'Erari. També va servir d'oficines públiques perquè els funcionaris de l'administració pública hi poguessin preparar la feina i atendre els ciutadans. Aquests funcionaris eren els censors i els qüestors, als quals l'any 16 l'emperador Tiberi va reemplaçar per curadors i que Neró va substituir per pretors l'any 56. Altres treballadors que col·laboraven en les tasques d'arxivament eren els escribes, que podien ser esclaus o lliberts.
La informació que prèviament arribava escrita en taules de fusta (tabulae), es numeraven i s'ajuntaven per formar codex, reculls de textos legals que es classificaven cronològicament i dels quals es feia una còpia en papir certificada per set testimonis i se'ls arxivava amb un llom de fusta per facilitar-ne la manipulació. Els documents es podien consultar però no emportar, llevat d'alguns casos si ho autoritzava la persona responsable.Durant l'imperi va perdre importància per la construcció dels arxius imperials.
Una altra funció que tenia l'edifici era la de servir de connexió segura entre el fòrum i el temple de Saturn i la zona de l'arx on es fabricaven les monedes, a través d'un passadís amb finestres.

## Característiques arquitectòniques

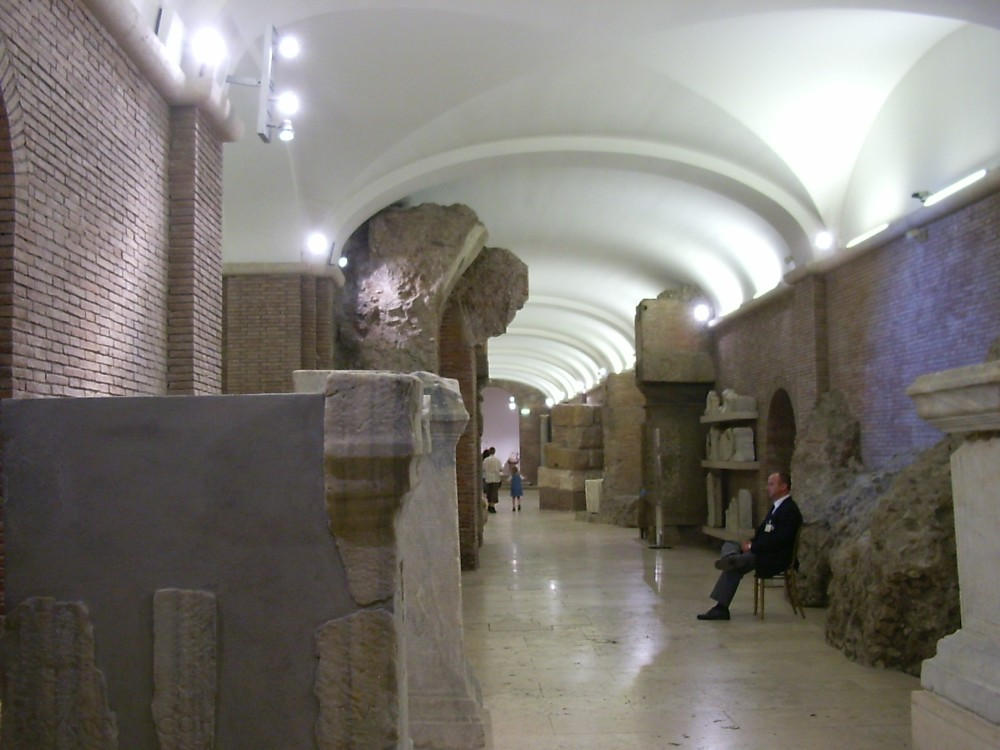
Aspecte actual del substructionem.

El Tabularium reposava directament sobre la pedra de tuf del turó Capitolí. Tenia planta trapezoïdal i dues façanes principals: una de cara al fòrum i l'altra de cara al turó. Aquestes façanes eren murs de 80 i 85m de per de 4m, mentre que els costats curts feien 45m cadascun. Es va construir amb blocs de peperino d'1,10 m o 1,15 m de llargada per 0,50 m o 0,55 m d'alçada. La disposició interior era irregular, ja que tenia en compte les vies d'accés preexistents (cap al temple de la Concòrdia, pòrtic dels Dii Consentes, el carrer anomenat Clivus Capitolinus), i s'adaptava al desnivell de 24m existent entre una banda i l'altra, de manera que tenia tres nivells. Les restes que hi ha en l'actualitat fan 70 m d'alçada.

### Primer nivell
Es tractava d'una zona de substructionem, de compensació del desnivell en el terreny. A aquest pis es podia accedir des del nord-est pel temple de la Concòrdia o per nord-oest pel Pòrtic dels Dii Consentes. Era un passadís de murs gruixuts amb sis petites finestres, construït amb blocs que seguien la tècnica de l'opus quadratum.

### Segon nivell
Per damunt del passadís abans descrit hi havia onze arcades de mig punt de 7,5 m d'alçada i 3,7 m d'amplada, suportades per dotze pilars gruixuts, decorats en la part exterior per columnes d'ordre dòric. La part de dalt estava coberta per una volta d'aresta. El material emprat a l'interior era marbre travertí. Des d'aquest pis s'accedia a través d'unes escales a l'arx.

### Tercer nivell
Estava construït a imitació del segon nivell amb tretze arcades, però aquestes eren d'ordre corinti. Es tractava de la part principal de l'edifici. El 1850 es van trobar les restes d'una escala de 67 graons que comunicava amb el fòrum.

## Posteriors remodelacions

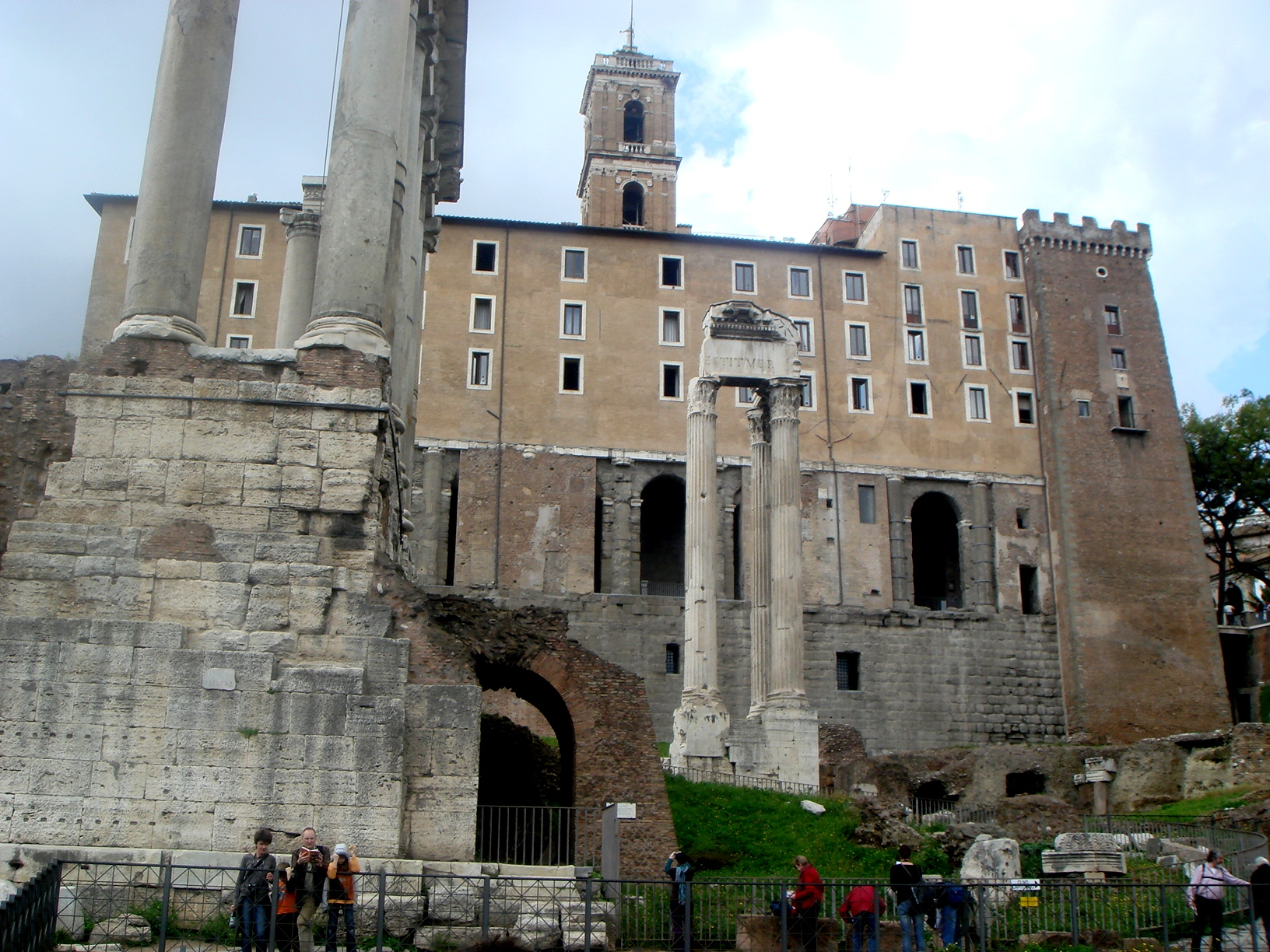
Aspecte exterior del Tabularium, que actualment és la part baixa del Palau Senatorial

El Tabularium fou reconstruït l'any 46, en temps de l'emperador Claudi i un cop més després de l'incendi de l'any 80, especialment el tercer nivell, probablement en temps de Domicià. Però també en aquesta època, amb la construcció del Temple de Vespasià va quedar barrat el pas per una de les seves portes.
A l'edat mitjana l'edifici es va fer servir de presó el nivell inferior i emmagatzematge de sal els pisos superiors. Durant el papat de Bonifaci VIII (1235-1303) es va afegir una torre a l'extrem nord per convertir el conjunt en palau senatorial. Cap al 1560, se li va encomanar a Michelangelo Buonarroti una ampliació d'aquest Palau senatorial, que va constituir el que avui es coneix amb el nom de Palau dels Conservadors.